# Plac Pod Lwem w Warszawie

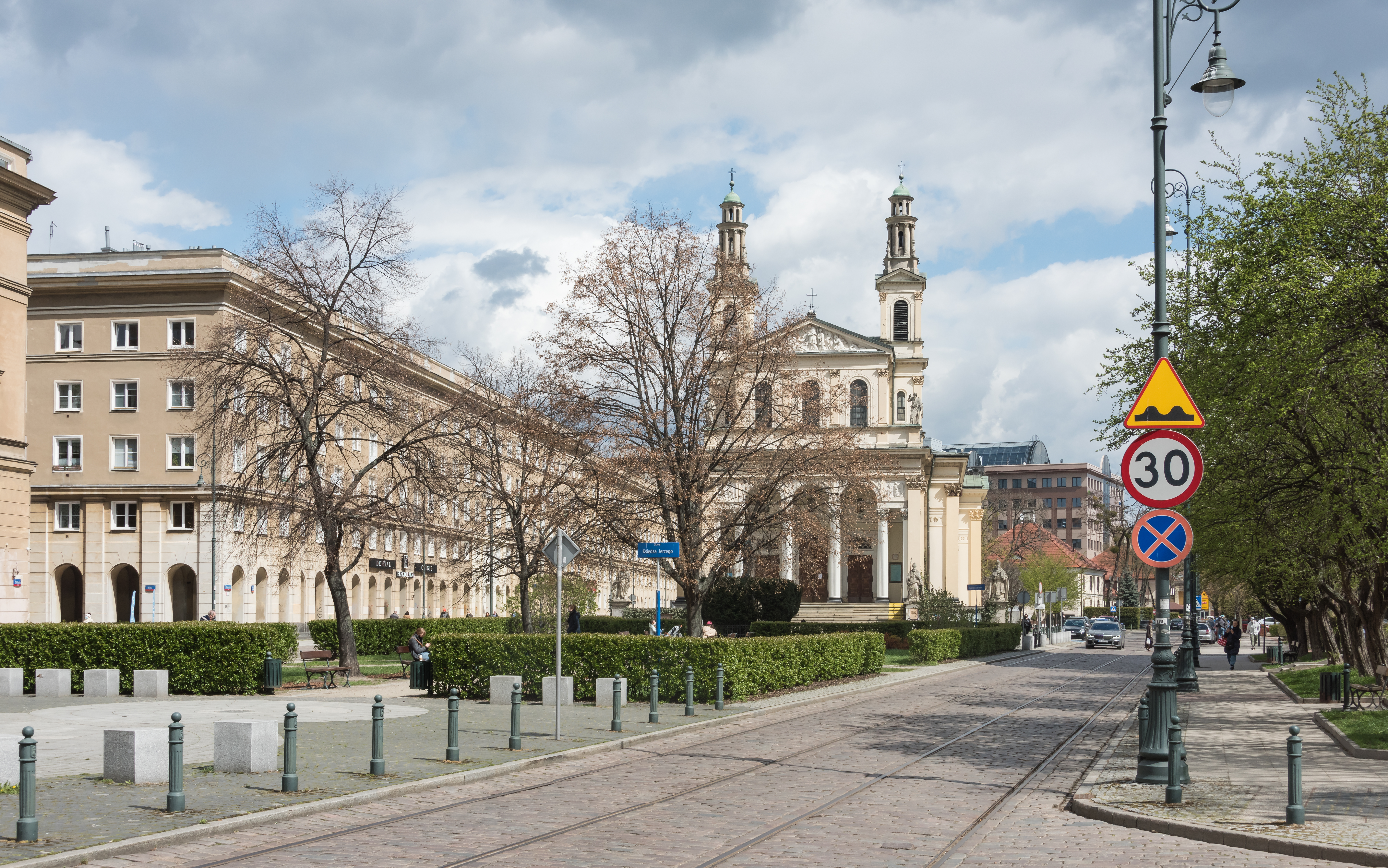
Miejsce, w którym znajdował się plac Pod Lwem (2021)

Plac Pod Lwem – nieistniejący obecnie plac w warszawskiej dzielnicy Wola. 

## Opis
Plac znajdował się między wylotami ulic: Elektoralnej i Waliców, na zakończeniu Osi Saskiej. Powstał ok. 1817 w miejscu rozebranych wówczas domów znajdujących się między ulicami Elektoralną i Chłodną. Nazwa jego pochodzi od herbu Łada przedstawiającego lwa (widniejącego na kamienicy Walickiego przy ul. Chłodnej i Waliców).
Plac był wybrukowany, do 1841 funkcjonowało na nim targowisko. W latach 1841–1849 powstał tu kościół św. Karola Boromeusza zbudowany w stylu neorenesansowym według projektu Henryka Marconiego.